# Lac de Gelmer
Le lac de Gelmer (allemand : Gerlmersee) est un lac artificiel situé dans l'Oberland bernois, en Suisse délimité au sud-ouest par un barrage poids.

## Géographie
Le lac Gerlmer est un lac artificiel des Alpes uranaises sur le territoire de la commune de Guttannen dans le canton de Berne, en Suisse. Il est notamment accessible depuis la vallée du Hasli en empruntant le Gelmerbahn, le plus raide funiculaire d'Europe avec une pente de 106 %.

## Caractéristiques du barrage
- Année de construction : 1929
- Volume du barrage : 82 000 m3
- Hauteur de la voûte : 37 m
- Longueur du couronnement : 325 m
- Propriétaire : Kraftwerke Oberhasli AG, Innertkirchen